# Prince Edward Air
Die Prince Edward Air Ltd. war eine kanadische Fluggesellschaft mit Sitz in Charlottetown, Prince Edward Island. Sie befasste sich mit Vollcharter, Frachtliniendiensten, Ambulanzflügen, Flugzeugwartung, Handel und Flugservice.

## Geschichte
Prince Edward Air wurde 1990 für Rettungsflüge, Kurierflüge, Passagierlinienflüge sowie Geschäfts- und Freizeitcharterflüge gegründet. Das Unternehmen begann mit einem geleasten Flugzeug und einem Piloten, dem späteren Unternehmenspräsidenten Robert Bateman. Die Gesellschaft verfügte über bis zu 15 Flugzeuge und 90 Angestellte. Sie erbrachte verschiedene Liniendienste im Osten Kanadas.
Am 1. Mai 2008 erwarb Cargojet Airways 51 % der Prince Edward Air. Am 15. Juli 2010 übernahm SkyLink Express das operative Fluggeschäft der Prince Edward Air und gliederte es in ihr Unternehmen ein.

## Flotte
Zuletzt besaß Prince Edward Air folgende Flugzeugtypen:
- 1 Saab 340
- 3 Beech 99
- 1 Raython Beech 1900C Airliner
- 1 Cessna 172
- 1 King Air 200
- 7 Piper Navajo Chieftain